# Marges de Rasquera
Els Marges de Rasquera són un conjunt de murs de Rasquera (Ribera d'Ebre) que formen part de l'Inventari del Patrimoni Arquitectònic de Catalunya. Estan situats arreu del terme, amb especial concentració a l'entrada del poble des de la carretera T-3022 i a la plana del Burgar.

## Descripció
Es tracta de murs situats en terrenys en pendent, utilitzats per regularitzar i adaptar aquestes zones. Com més pedregoses són les zones, més amples i alts són els marges. En general són bastits en pedra de diverses mides sense treballar, disposades irregularment, mitjançant la tècnica de la pedra seca. En alguns casos aprofiten els propis talussos del terreny per crear els marges i poden arribar a mesurar entre mig metre i un metre d'alçada.

## Història
Es troben arreu del terme, especialment a l'entrada del poble i a la plana del Burgà. Com més pedregós és el terreny, més amples, més alts i millor fets són els marges. Són de construcció popular i d'època indeterminada. Tenen l'aparença de petites muralles o tanques de protecció de la finca, en pujar de mig a un metre d'alçada.
Els marges de Rasquera són exclusivament d'aquest poble degut a la gran quantitat de pedra que es troba arreu. La pedra escampada pel camp dificultava el treball de la terra, pel que els pagesos, davant la impossibilitat de traslladar-la a grans distàncies, començaren a fer els marges que ajudaven a evitar l'erosió de la terra.